# Campeonato da Austrália de Ciclismo Contrarrelógio
Os Campeonatos da Austrália de Ciclismo Contrarrelógio são organizados anualmente para determinar o campeão ciclista da Austrália de cada ano, na modalidade.
O título é outorgado ao vencedor de uma única prova, na modalidade de contrarrelógio individual. O vencedor obtêm o direito de usar a maillot com as cores da bandeira da Austrália até ao campeonato do ano seguinte, unicamente quando disputa provas contrarrelógio.

## Palmares

### Masculino

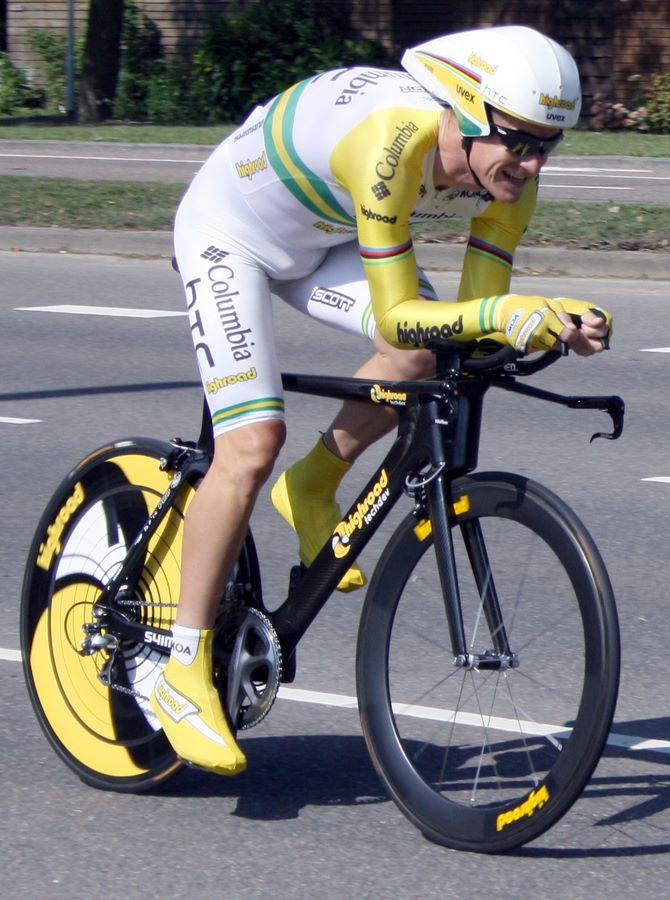
Michael Rogers campeão de Australia contrarrelógio em 2009.

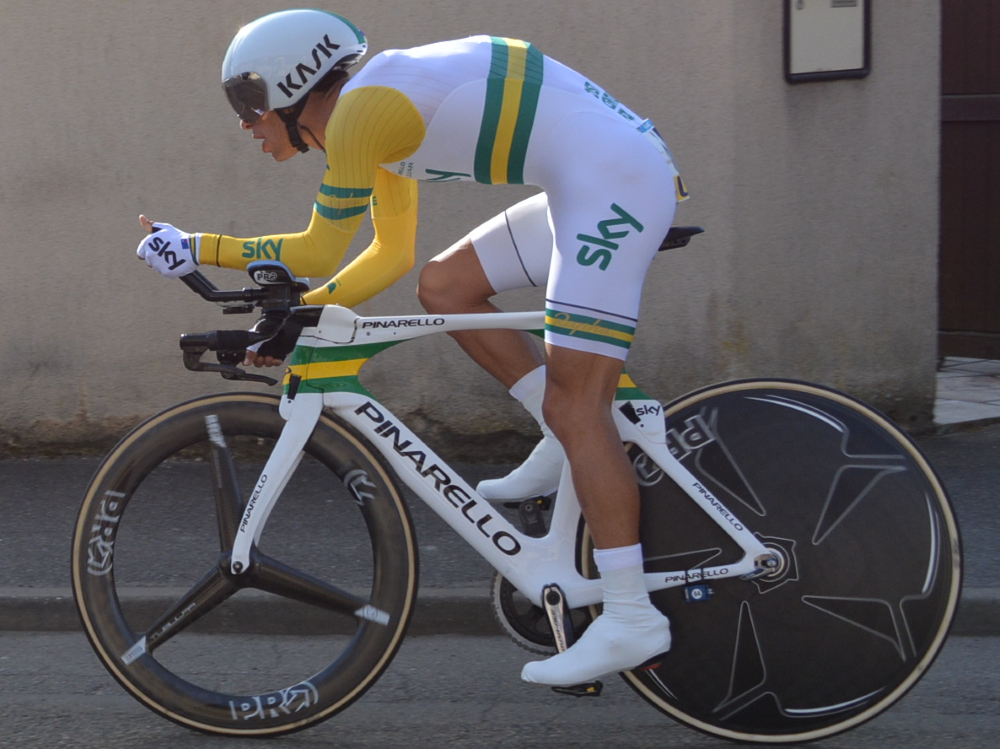
Richie Porte campeão em 2015.

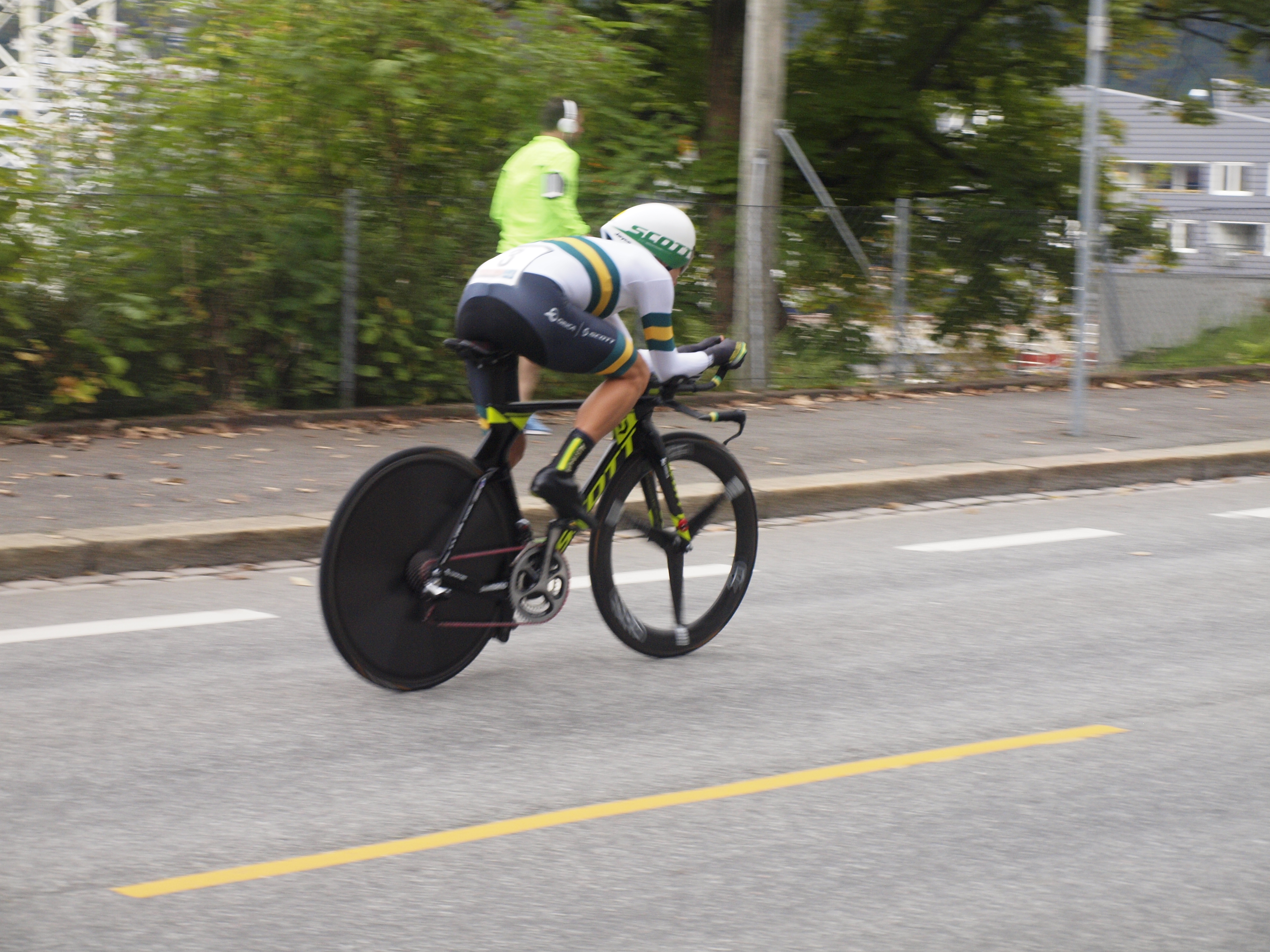
Katrin Garfoot campeã em 2016, 2017 e 2018.

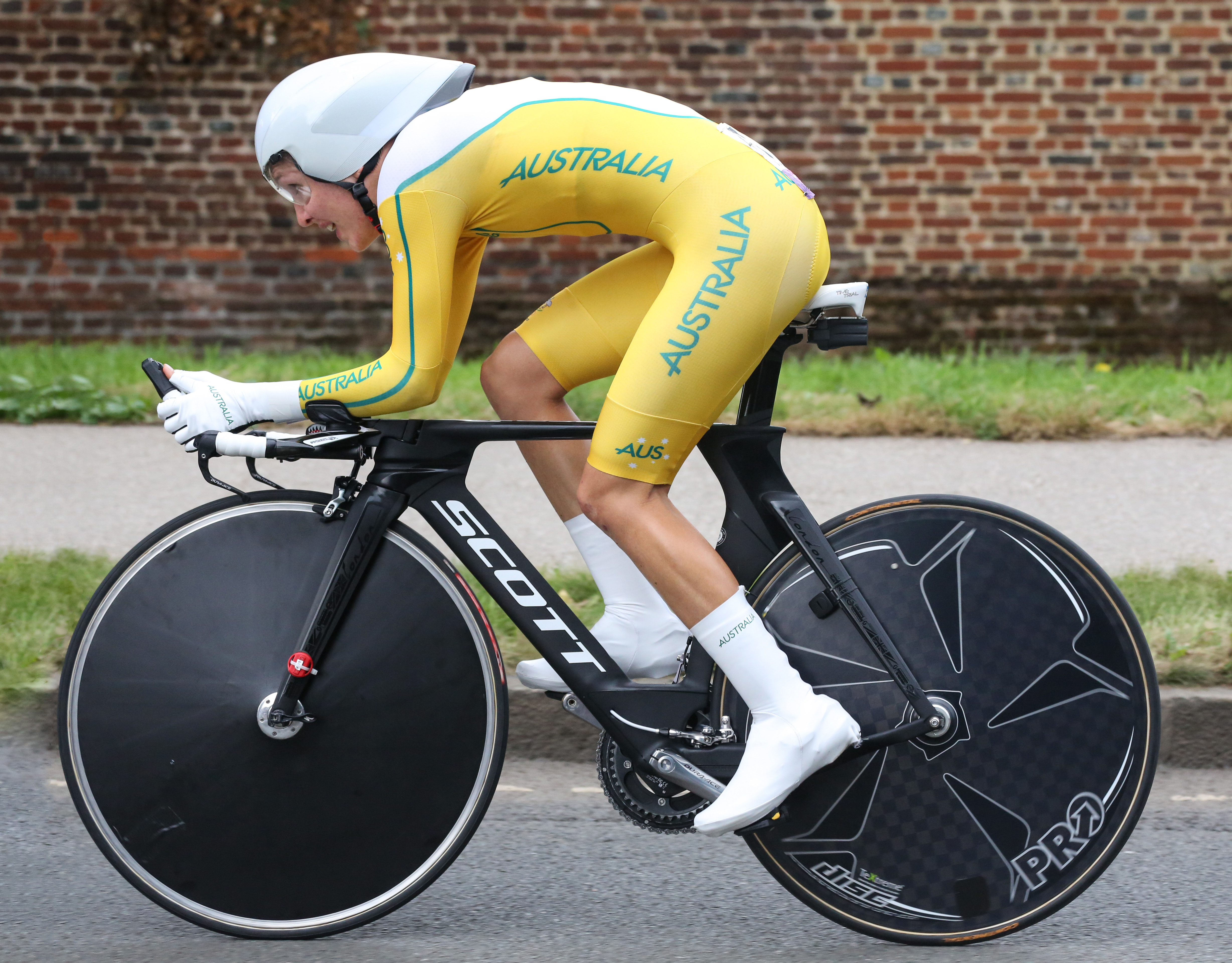
Shara Gillow em 2012, tetracampeona da Austrália

| Ano  | Vencedor            | Segundo         | Terceiro         |
| ---- | ------------------- | --------------- | ---------------- |
| 1996 | Nathan O'Neill      |                 |                  |
| 1997 | Jonathan Hall       | Jamie Drew      | Steve Williams   |
| 1998 | Nathan O'Neill      | Tom Leaper      | Tristan Priem    |
| 1999 | Jonathan Hall       | Denis Mungroven | Peter Milostic   |
| 2000 | No se disputó       | No se disputó   | No se disputó    |
| 2001 | Kristjan Snorrarson | Denis Mungroven | Russel Van Hout  |
| 2002 | Nathan O'Neill      | Michael Rogers  | Ben Day          |
| 2003 | Ben Day             | Michael Rogers  | Adrian Laidler   |
| 2004 | Nathan O'Neill      | Peter Milostic  | Luke Roberts     |
| 2005 | Nathan O'Neill      | Rory Sutherland | Russel Van Hout  |
| 2006 | Nathan O'Neill      | Luke Roberts    | Ben Day          |
| 2007 | Nathan O'Neill      | Rory Sutherland | David Pell       |
| 2008 | Adam Hansen         | Rory Sutherland | Ben Day          |
| 2009 | Michael Rogers      | Cameron Meyer   | Richie Porte     |
| 2010 | Cameron Meyer       | John Anderson   | Luke Roberts     |
| 2011 | Cameron Meyer       | Jack Bobridge   | Michael Matthews |
| 2012 | Luke Durbridge      | Cameron Meyer   | Michael Rogers   |
| 2013 | Luke Durbridge      | Rohan Dennis    | Michael Matthews |
| 2014 | Michael Hepburn     | Luke Durbridge  | Damien Howson    |
| 2015 | Richie Porte        | Rohan Dennis    | Jack Bobridge    |
| 2016 | Rohan Dennis        | Richie Porte    | Sean Lake        |
| 2017 | Rohan Dennis        | Luke Durbridge  | Benjamin Dyball  |
| 2018 | Rohan Dennis        | Luke Durbridge  | Richie Porte     |
| 2019 | Luke Durbridge      | Rohan Dennis    | Cameron Meyer    |
| 2020 | Luke Durbridge      | Rohan Dennis    | Chris Harper     |
| 2021 | Luke Plapp          | Luke Durbridge  | Kelland O'Brien  |
| 2022 | Rohan Dennis        | Luke Durbridge  | Conor Leahy      |

### Competições femininas
| Ano  | Vencedora         | Segunda          | Terceira           |
| ---- | ----------------- | ---------------- | ------------------ |
| 1991 | Catherine Hart    | Ingrid Eadie     | Jane McDonald      |
| 1992 | Kathryn Watt      | Ingrid Eadie     | Catherine Hart     |
| 1993 | Kathryn Watt      | Ingrid Eadie     | Rachel Victor      |
| 1994 | Kathryn Watt      | Susan Poidevin   | Cathy Reardon      |
| 1995 | Tracey Gaudry     | Kathryn Watt     | Melissa Berryman   |
| 1996 | Kathryn Watt      | Anna Millward    | Lynn Nixon         |
| 1997 | Anna Millward     | Kathryn Watt     | Ellie Kennedy      |
| 1998 | Anna Millward     | Kathryn Watt     | Jodie Brewer       |
| 1999 | Kristy Scrymgeour | Kathryn Watt     | Tracey Gaudry      |
| 2000 | Tracey Gaudry     | Anna Millward    | Kristy Scrymgeour  |
| 2001 | Anna Millward     | Alison Wright    | Sara Carrigan      |
| 2002 | Sara Carrigan     | Anna Millward    | Hayley Rutherford  |
| 2003 | Sara Carrigan     | Olivia Gollan    | Oenone Wood        |
| 2004 | Oenone Wood       | Sara Carrigan    | Kathryn Watt       |
| 2005 | Oenone Wood       | Sara Carrigan    | Amy Gillett        |
| 2006 | Kathryn Watt      | Sara Carrigan    | Natalie Bates      |
| 2007 | Carla Ryan        | Kathryn Watt     | Toireasa Gallagher |
| 2008 | Bridie O'Donnell  | Sara Carrigan    | Alexis Rhodes      |
| 2009 | Carla Ryan        | Alexis Rhodes    | Kathryn Watt       |
| 2010 | Amber Halliday    | Bridie O'Donnell | Carly Light        |
| 2011 | Shara Gillow      | Taryn Heather    | Ruth Corset        |
| 2012 | Shara Gillow      | Taryn Heather    | Bridie O'Donnell   |
| 2013 | Shara Gillow      | Grace Sulzberger | Felicity Wardlaw   |
| 2014 | Felicity Wardlaw  | Shara Gillow     | Bridie O'Donnell   |
| 2015 | Shara Gillow      | Bridie O'Donnell | Taryn Heather      |
| 2016 | Katrin Garfoot    | Shara Gillow     | Tiffany Cromwell   |
| 2017 | Katrin Garfoot    | Shara Gillow     | Kate Perry         |
| 2018 | Katrin Garfoot    | Lucy Kennedy     | Shara Gillow       |
| 2019 | Grace Brown       | Gracie Elvin     | Kate Perry         |
| 2020 | Sarah Gigante     | Grace Brown      | Emily Herfoss      |
| 2021 | Sarah Gigante     | Grace Brown      | Nicole Frain       |
| 2022 | Grace Brown       | Amber Pate       | Lisa Jacob         |

## Estatísticas

### Mais vitórias
| Ciclista       | Vitórias | Anos                                      |
| -------------- | -------- | ----------------------------------------- |
| Nathan O'Neill | 7        | 1996, 1998, 2002, 2004, 2005, 2006 e 2007 |
| Luke Durbridge | 4        | 2012, 2013, 2019 e 2020                   |
| Rohan Dennis   | 4        | 2016, 2017, 2018 e 2022                   |
| Jonathan Hall  | 2        | 1997 e 1999                               |
| Cameron Meyer  | 2        | 2010 e 2011                               |

| Ciclista       | Vitórias | Anos                          |
| -------------- | -------- | ----------------------------- |
| Kathryn Watt   | 5        | 1992, 1993, 1994, 1996 e 2006 |
| Shara Gillow   | 4        | 2011, 2012, 2013 e 2015       |
| Anna Millward  | 3        | 1997, 1998 e 2001             |
| Katrin Garfoot | 3        | 2016, 2017 e 2018             |
| Tracey Gaudry  | 2        | 1995 e 2000                   |
| Sara Carrigan  | 2        | 2002 e 2003                   |
| Oenone Wood    | 2        | 2004 e 2005                   |
| Carla Ryan     | 2        | 2007 e 2009                   |
| Sarah Gigante  | 2        | 2020 e 2021                   |
| Grace Brown    | 2        | 2019 e 2022                   |